# 五通橋区
五通橋区（ごつうきょう-く）は中華人民共和国四川省楽山市に位置する市轄区。

## 行政区画
- 鎮:竹根鎮、牛華鎮、金粟鎮、金山鎮、西壩鎮、冠英鎮、蔡金鎮、石麟鎮

## 健康・医療・衛生
- 五通橋区人民医院